# Pescuitorii de bureți
Pescuitorii de bureți (titlul original: în rusă Ловцы губок, transliterat: Lovțî gubok) este un film dramatic sovietic, realizat în 1960 de regizorul Manos Zaharias, după romanul omonim a scriitorului Nikos Kasdaglis, protagoniști fiind actorii Iuri Vasilev, Nelli Kornienko, Otar Koberidze, Gheorghi Cernovolenko.

## Rezumat
Locuitorii insulelor grecești din Marea Egee sunt angajați la pescuitul de bureți. Aceasta este o muncă dificilă și periculoasă. Mulți pot rămâne infirmi pe viață. Cel mai bun dintre toți pescarii este Nikolos Stangas. Căpitanii de mahonele de pescuit îi promit o plată dublă, dar Nikolos refuză pentru că pescuitul de bureți i-a distrus viața tatălui său. A decis mai bine să îl ajute pe unchiul Anestis, care e pescar.
Fiica unchiului Anestis Lene și Nikolos s-au îndrăgostit. Dar, pentru a te căsători și a economisi ceva, ai nevoie de bani. Nikolos este angajat pe mahona căpitanului Alimonos și timp de mai multe luni merge pe țărmurile Africii pentru a pescui bureți. Căpitanul Alimonos și șeful său de echipă Menelas, au măsluit clepsidra care arăta timpul petrecut de scafandri sub apă. Scufundătorii au început să fie la adâncime de două ori mai mult decât era permis. Curând s-a întâmplat nenorocirea. Nicholas, ridicându-se după o scufundare, nu și-a mai simțit picioarele, trebuind să se ajute de cârje ca să poată merge. Când pescarii s-au întors acasă, Nikolos a aflat că unchiul Anestis i-a interzis lui Lene să se căsătorească cu el, totuși tinerii au făcut-o în secret. Nikolos nu a mai găsit altceva de lucru pe insulă. De asemenea, nu a reușit nici să obțină o pensie de boală. Dezamăgit, șomer și aproape sărac, Nicolos începe să creadă că a distrus viața Lenei. În sfârșit este angajat de șeful de echipă al căpitanului Dedusis, iar când coboară prima dată sub apă, taie furtunul de alimentare cu aer...

## Distribuție
- Iuri Vasilev – Nikolos Stangas
- Nelli Kornienko – Lene
- Otar Koberidze – Petris, pescarul grec
- Gheorghi Cernovolenko – unchiul Anestis
- Mihail Gluzcki – căpitanul Alimonos
- Pavel Pavlenko – Vaburis
- Sotiros Belevendis – Menelas, șeful de echipă
- Vladimir Ferapontov – Dzeremes
- Arkadi Kisliakov – unchiul Iangos
- Gheorghi Budarov – căpitanul Dedusis
- Sașa Cesnokov – Kavurino
- H. Papadimulis -
- H. Cmapagdas –
- Evsei Ronski – proprietarul cafenelei

## Lansare
A fost lansat în anul 1960 și a avut parte de succes comercial, fiind vizionat de 17,0 milioane de spectatori în cinematografele din Uniunea Sovietică.